# Autobahndreieck Erlenbruch
Das Autobahndreieck Erlenbruch ist ein seit 2021 fertig gestelltes Autobahndreieck im Osten von Frankfurt am Main, an der Grenze der Stadtteile Bornheim und Seckbach.
Von hier aus wird nach Fertigstellung des Riederwaldtunnels der östliche Ast der A66 von der A661 abzweigen und durch den Tunnel in Richtung Hanau und Fulda führen.
Das Autobahndreieck ist in T-Form ausgeführt, wobei die von der A661 aus Richtung Norden auf die A66 führende halbdirekte Rampe sowie die von der A66 auf die A661 in Richtung Süden führende halbdirekte Rampe die Hauptfahrbahnen der A661 in Trogbauwerken unterführen.

## Bau
Der Bau des Dreiecks ist als Teilprojekt in das Großprojekt „A 66/A 661 Bau des Riederwaldtunnels“ integriert. Der Planfeststellungsbeschluss wurde 2007 erlangt. Die Bauarbeiten begannen 2014 mit der vorübergehenden Verlegung der A661 in diesem Bereich um ca. 30 bis 50 Meter in Richtung Osten. Das Verkehrsbauwerk soll bis in eine Tiefe von 15 Metern reichen und etwa acht Meter über Bodenniveau hinausragen. Die Baukosten für das Autobahndreieck werden auf 25 Millionen Euro geschätzt. Erst nach Fertigstellung des Gesamtprojekts mit der A 66, die nach Stand Juni 2022 frühestens 2033 erfolgen wird, kann das Bauwerk dem Verkehr übergeben werden.
Im Jahr 2021 wurde die A661 wieder zurückverlegt und führt seitdem über die oberste Ebene des Autobahndreiecks.
Im August 2022 wurde die Straßenführung und Markierung auf der A 661 freigegeben. Die Auf- und Abfahrten sollen für den Baustellenverkehr des Tunnels genutzt werden.